# مدیریت برداشت
مدیریت برداشت یک فرآیند آگاهانه یا ناخودآگاه است که در آن افراد سعی می کنند با چیدن و جهت دادن اطلاعات ، بر برداشت دیگران نسبت از شخص ، موضوع یا رویداد تأثیر بگذارند . این مفهوم نخستین بار توسط اروینگ گفمن در سال ۱۹۵۹ در کتاب "معرفی خود در زندگی روزمره" معرفی شد و سپس در سال 1967 گسترش یافت.
نمود یکی از مثال های مطرح تئوری مدیریت برداشت در ورزش هایی مانند فوتبال است. در یک بازی مهم ، یک بازیکن فوتبال می خواهد بهترین خود را در زمین به نمایش بگذارد ، چون وی می داند ایجنت های فوتبال در حال تماشا و بررسی قابلیت هایش هستند.  در نتیجه بازیکن سعی می کند بهترین مهارت خود را به نمایش بگذارد. در اینجا ، هدف اصلی این بازیکن ممکن است تحت تأثیر قرار دادن ایجنت ها به جای کسب پیروزی تیم خود در بازی باشد.
مدیریت برداشت معمولاً به صورت مترادف و در کنار واژه "معرفی خود" به کار می رود ، به صورتی که در آن فرد تلاش می کند تا بر درک  افراد از تصویری که از خود ارائه میکند تأثیر بگذارد. مفهوم مدیریت برداشت در ابتدا تنها برای ارتباطات چهره به چهره استفاده می شد ، اما پس از آن  به صورت وسیعی گسترش یافت. مفهوم مدیریت برداشت در زمینه های تحصیلی آکادمیک نظیر روانشناسی، اقتصاد، جامعه شناسی و همچنین زمینه های عملی و مدیریتی مانند ارتباطات سازمان ها، گزارش دهی و رسانه ها کاربرد دارد.

## پیش زمینه
بنیاد تئوری مدیریت برداشت توسط اروینگ گافمن در "معرقی خود در زندگی روزمره" گزاشته شد. نظریه مدیریت برداشت این موضوع را بیان می کند که فرد چگونه تلاش دارد برداشت شخص مقابل را مطابق اهداف شخصی خود تغییر دهد. به عبارت دیگر ، این تئوری به چگونگی تمایل افراد برای ارائه تصویری از خود  می پردازد. اما  ارائه تصویر به روشی که نیازها و اهداف آنها را برآورده سازد . گافمن  در تئوری خود "به این موضوع می پردازد که افراد در موقعیتهای شغلی روزانه چگونه تصویری را از خود را نشان می دهند و با انجام این كار ، چگونه با دیگران تعامل میکنند" . گافمن "توجه ویژه ای به چگونگی کنترل برداشت و درک افراد توسط افراد مختلف داشت  و  به این موضوع می پرداخت که برای این کار انسان ها چه اقداماتی را انجام می دهند".

## تئوری

### انگیزه ها
عوامل انگیزشی  متعددی بر مدیریت برداشت حاکم است. یک عامل این است که هر زمان که نوعی وضعیت اجتماعی وجود داشته باشد ، خواه واقعی یا تخیلی،  مدیریت برداشت میتواند نقش اساسی در آن وضعیت ایفا کند. . علاوه بر این ، ویژگی های خاص وضعیت اجتماعی مثل هنجار های فرهنگی نیز به نوبه خود حائز اهمیت است.  اهداف فرد و این که شخص چه هدفی را  از مدیریت برداشت دنبال میکند عامل دیگری است که بر شیوه ها و استراتژی های مدیریت برداشت تاثیر میگذارد..
مطالعه ای جدید نشان می دهد که ، مردم به  چهره هایی  با وجهه منفی   بیشتر ازا افرادی که دارای وجهه خنثی یا مثبت هستند  توجه می کنند. این مطالعه به ما کمک می کند تا بفهیمم که درک انسان توسط فرآیندهای مغزی ناخودآگاه شکل می گیرد به گونه ای که مغز به صورت ناخوداگاه مشخص می کند چه چیزی را انتخاب می کنند تا بگیرد یا نادیده بگیرد. این یافته ها همچنین تاکید میکنند که مغز به گونه ای تکامل یافته که افراد به ویژه نسبت به "افراد بد" و یا فریب کار حساس باشند. انسانهایی که زندگی اجتماعی را با فریب ، سرقت و یا سایر رفتارهای غیر همدستانه تضعیف می کنند.
روشهای زیادی در "معرفی خود" وجود دارد ، از جمله خود افشایی (مشخص کردن آنچه شما را برای شخص دیگری به "شما" تبدیل می کند) ، مدیریت ظاهر (تلاش برای ملحق شدن) ، ناسازگاری، وادار کردن (تحمیل هویت به افراد دیگر).  به طور کلی نشان دادن نسخه ای جذاب از خود می تواند به افزایش سرمایه اجتماعی فرد کمک کند .

### خودنمایی
خودنمایی (نه لزومآ با بار منفی) ارائه اطلاعات در مورد خود - یا تصویری از خود - به دیگران است. به طور کلی دو نوع  انگیزه یرای خود نمایی وجود دارد:
- ارائه تصویری از خود که با خود واقعی مطابقت دارد.
- ارائه تصویری از خود که با انتظارات و ترجیحات مخاطبان تطابق دارد.[۸]

افراد برای کسب هویت ، ابتدا تصویری از خود می سازند و سپس خود را به روشی متناسب با آن تصویر ارائه می دهند. 

### تاثیرگذاری بر ذهنیت و جایگاه اخلاق
در علم مدیریت و تجارت ، مدیریت برداشت عبارت است کنترل و تاثیر گذاری فرد یا افراد درون سازمان بر ادراک سهامدارن ، در جهت پیشبرد اهداف شرکت و تحت تاثیر قرار دادن برداشت شخصی سهامداران و سایر ذینفعان از عملکرد آنهاست.
لذا در این زمینه " اخلاق در مدیریت برداشت" بسیار بحث برانگیز شده است. دو جایگاه اخلاقی در این زمینه مطرح است : تعریف از خود قسمتی از استراتژی شفافیت سازمان در قبال ذینفعان است و یا اینکه این نحوه بیان و ارائه اطلاعات ، منجر به گمراه کردن ذینفعان از واقعیت است ؟
دستکاری روانشناختی نوعی از تأثیر گذاری اجتماعی است که هدف آن تغییر رفتار یا ادراک دیگران از طریق تاکتیک های سوء استفاده ، فریبکارانه یا مخفی کاری است.

## کاربرد

### کسب هویت اجتماعی
روانشناس اجتماعی ، ادوارد ای. جونز ، مطالعه مدیریت برداشت را در دهه ۱۹۶۰ به حوزه روانشناسی آورد و آن را گسترش داد. تاثیر تلاش افراد برای كنترل تصور دیگران از ویژگیهای شخصی خود یکی از مهمترین موضوعات روانشنانسی اجتماعی در حوره مدیریت برداشت است. مطالعات او  بیشتر بر مدیریت برداشت به عنوان یک فرایند رفتاری اساسی بین افراد معطوف شده است .

### ارتباطات بین فرهنگی
مدیریت برداشت همچنین در ارتباطات بین افرادی که دارای ملیت یا نژاد متفاوتی دارند نیز به کار می رود.
" به طور کل مردم نسبت به نحوه دیده شدن از جانب دیگران حساس هستند و لذا از اشکال بسیاری از مدیریت برداشت استفاده می کنند تا دیگران را وادار کنند که به شیوه دلخواه خود نسبت به آنها واکنش نشان دهند" (گیدنز ، ۲۰۰۵ ، ص.   ۱۴۲). نمونه ای از این مفهوم با تفاوت های فرهنگی به راحتی نشان داده می شود. فرهنگ های مختلف در مورد آنچه زیبا یا جذاب تلقی می شود ، افکار و عقاید متنوعی دارند. به عنوان مثال ، آمریکایی ها تمایل دارند پوست برنزه را جذاب تر نشان دهند ، اما در فرهنگ اندونزی ، پوست کم رنگ جذاب تر است.
نمونه ای دیگر از چگونگی تلاش مردم برای کنترل و مدیریت برداشت دیگران از خود نحوه لباس پوشیدن آن هاست. شخصی که در موقعیت رهبری قرار دارد ، تمام تلاشش را میکند تا مورد احترام قرار گیرد تا بتواند ادراک افراد را تحت تاثیر قرار دهد. این نمونه همچنین برای یک سناریوی فرهنگی قابل اقتباس است. لباسی که مردم برای پوشیدن انتخاب می کنند ، بیانگر شخصیت و فرهنگی است که از آن آمده اند. به عنوان مثال ، بیشتر آمریکایی ها بیش از حد به لباس محافظه کارانه توجه ندارند. اکثر آمریکایی ها از پیراهن ، شلوارک و پوست خود راضی هستند. نقطه مقابل در قسمت دیگر جهان صادق است. "اندونزیایی ها در لباس پوشیدن بسیار محافظه کار هستند" (کول ، ۱۹۹۷ ، ص.   ۷۷) 
مردم هویت خود را از طریق  اشتراک گذاری عکس در شبکه های اجتماعی شکل می دهند. امکان تغییر عکس توسط فن آوری های جدید مانند Photoshop به دستیابی به چهره ایده آلی که از خود به نمایش میگذارند کمک می کند.

### کار تیمی در بخش های بیمارستان
نظریه مدیریت برداشت همچنین می تواند در ارتباطات پزشکی مورد استفاده قرار گیرد. به عنوان مثال ، در جلسات تصمیم گیری در بیمارستان،  ممکن است رفتاری که تیم متخصصی پزشکی جلوی بیمار دارد با رفتاری که در غیاب بیمار دارد تفاوت چشمگیر داشته باشد .

### برند تجاری سازمان
داستان هایی که در ارتباط با برند و کسب و کار بنگاه اقتصادی بیان میشود ، می تواند در برداشت ذینفعان از برند و شهرت آن بنگاه تاثیر گذار باشد.

#### بازاریابی - داستان پردازی شرکت ها
در بازاریابی شرکت ها ، داستان پردازی در مورد شرکت و تاریخه آن از همیت ویژه ای برخوردار است چرا که اهمیت برند تجاری را به ذینفعان داخلی و خارجی شرکت ابراز میکند. تعریف اعتبار سازمان عبارت است از نحوه برداشت و درک ذینفعان شرکت از از آن سازمان و داستان پردازی سبب می شود که افراد تحت تاثیر اصالت ، جذابیت برند ، خاص بودن و محبوبیت آن سازمان قرار گرفته و درنیجه اعتبار سازمان و برند افزایش پیدا کند.

#### گزارش دهی سازمان ها
یکی از مهمترین مباحث مدیریت برداشت ، نحوه گزارش دهی شرکت ها از وضعیت عملکرد خود است. افراد مسئول درون سازمان ، از مدیریت برداشت در جهت تحت تاثیر قرار دادن ذینفعان استفاده میکنند تا بتوانند آن ها را از نتایج اصلی شرکت گمراه سازند. در علم حسابداری و فاینانس ، مدیریت برداشت معمولا در قسمت گفتار یا توضحات در صورت های مالی ، و یا در سایر گزارشات توضیحی مدیریتی دیده می شود.
یکی از این تکنیک ها ، طولانی کردن و پیچیده کردن گزارشات است به طوری که نیاز به آنالیز حرفه ای این گزارش ها ، بسیاری از ذینفعان را از دسترسی به وضعیت واقعی شرکت وا می دارد. از آنجایی که ماهیت این گزارش ها توضیحی است ، طبقه بندی قانونی این گزارشات چندان آسان نیست.

#### مدیریت برداشت سیاسی
عرصه ای که مدیریت برداشت در آن ضروری است ، عرصه سیاست است. "مدیریت برداشت سیاسی" در سال ۱۹۷۲ توسط جامعه شناس پیتر م. هال ابداع شد ، که این اصطلاح را هنر ساختن یک نامزد انتخاباتی قدرتمند و توانا تعریف کرد (هال ۱۹۷۲).  ظاهر ، تصویر و روایت بخش مهمی از یک کمپین است و بنابراین ، مدیریت برداشت همیشه بخش مهمی از پیروزی در یک انتخابات بوده است (Katz ۲۰۱۶). هرچه شبکه های اجتماعی بیشتر و بیشتر به بخشی از روند سیاسی تبدیل می شوند ، مدیریت برداشت سیاسی چالش برانگیز تر می شود زیرا تصویر آنلاین نامزدها بین رای دهندگان دست به دست می شود.